# Wilhelm Deecke (Sprachforscher)

Wilhelm Deecke um 1890

Ernst Georg Wilhelm Deecke (* 1. April 1831 in Lübeck; † 2. Januar 1897 in Straßburg) war ein deutscher Lehrer und Sprachwissenschaftler und zählte zu den bekanntesten Etruskologen seiner Zeit.

## Leben
Wilhelm Deecke besuchte das Lübecker Katharineum, an dem sein Vater Ernst Deecke Lehrer war. Nach dem Studium der Philologie in Leipzig und Berlin war er von 1855 bis 1870 Direktor der Ernestinenschule, einer höheren Mädchenschule in Lübeck. Er wurde in Leipzig zum Dr. phil. promoviert und war ab 1870 Oberlehrer in Elberfeld. 1871 wurde Deecke Konrektor des Lyzeums in Straßburg und übernahm dessen Leitung 1879. Wegen einer Auseinandersetzung mit dem Statthalter des Reichslandes Elsass-Lothringen Edwin von Manteuffel über die Schulpolitik, über die in mehreren Tageszeitungen unter dem Titel „Der Fall Deecke“ (Deecke war gegen Konfessionsschulen) ausführlich berichtet wurde, wurde er 1884 als Schulleiter an das Gymnasium in Buchsweiler zwangsversetzt. Anfang des Jahres 1884 war Deecke einer der zahlreichen Empfänger des Verdienstordens „Rote Adler Orden“ gewesen. Weihnachten 1889 wurde Deecke vom Statthalter Chlodwig zu Hohenlohe-Schillingsfürst als Direktor an das Gymnasium in Mülhausen versetzt. Hier war der zu Lebzeiten als „Urwalddoktor von Lambarene“ bekannte Albert Schweitzer in der Prima sein Schüler.
Deecke war auf dem Gebiet der Germanistik und klassischen Philologie wissenschaftlich tätig, vor allem aber erforschte er die antiken kyprischen Inschriften und die etruskische Sprache. Seit 1869 war er Mitglied der Deutschen Morgenländische Gesellschaft.
Seit seinem Eintritt in die von seinem Vater geleitete Lübecker Loge Zum Füllhorn 1850 war Deecke als Freimaurer aktiv. 1873 war er einer der Begründer der Straßburger Loge Zum treuen Herzen und bis 1879 ihr Meister vom Stuhl. Auf nationaler Ebene gehörte er der Großen Landesloge der Freimaurer von Deutschland an.
Wilhelm Deecke war mit Therese Struve (1844–1916) verheiratet. Sie hatten drei Kinder. Der älteste Sohn war der Geologe Wilhelm Deecke. Therese Deecke hat Lebenserinnerungen hinterlassen, von denen Teile veröffentlicht wurden.

## Schriften
- Rede zur 25jährigen Jubelfeier des Deutschen Reiches am 18. Januar 1896. Verlag Wenz & Peters, Mühlhausen 1896, als PDF downloadbar
- Beiträge zur Auffassung der lateinischen Infinitiv-, Gerundial- und Supinum-Konstruktionen. In: Jahresbericht des Gymnasiums zu Mülhausen i. E. Wenz & Peters, Mülhausen 1890 (uni-duesseldorf.de).
- Die griechischen und lateinischen Nebensätze, auf wissenschaftlicher Grundlage neu geordnet. Decker, Colmar 1887, urn:nbn:de:hbz:061:1-119689.
- Aus meinen Erinnerungen an Emanuel Geibel. Herman Böhlau, Weimar 1885 (Digitalisat).
- Die etruskische Bleiplatte von Magliano. Decker, Colmar 1885, urn:nbn:de:hbz:061:1-119716.
- Plaudereien über Schule und Haus. C.F. Schmidt’sche Universitäts Buchhandlung, Strassburg 1884
- Etruskische Forschungen
  - Erstes Heft, I Die Conjunction-c, II Die Genetive auf –al, Albert Heitz, Stuttgart 1875, (Digitalisat)
  - Zweites Heft, Das Etruskischen Münzwesen, Albert Heitz, Stuttgart 1876, (Digitalisat)
  - Drittes Heft, Die Etruskischen Vornamen, Albert Heitz, Stuttgart 1879, (Digitalisat)
  - Viertes Heft, Das Templum von Piacenza, Albert Heitz, Stuttgart 1880, (Digitalisat)
  - Fünftes Heft, I Der Dativ larθiale und die Stammerweiterung auf -ali, II Nachtrag zum templum von Piacenza, Albert Heitz, Stuttgart 1882
  - Sechstes Heft, Die etruskischen Beamten und Priester-Titel, Albert Heitz, Stuttgart 1884, Digitalisat
- Der Ursprung des altsemitischen Alphabets aus der neuassyrischen Keilschrift. In: Zeitschrift der Deutschen Morgenländischen Gesellschaft. Band 31. Leipzig 1877, S. 102 ff. (uni-halle.de).
- Ueber das indische Alphabet in seinem Zusammenhange mit den übrigen südsemitischen Alphabeten. In: Zeitschrift der Deutschen Morgenländischen Gesellschaft. Band 31. Leipzig 1877, S. 598 ff. (uni-halle.de).
- Corssen und die Sprache der Etrusker. Eine Kritik. Albert Heitz, Stuttgart 1875 (Digitalisat).
- Wilhelm Deecke, Justus Siegismund: Die wichtigsten kyprischen Inschriften. In: Georg Curtius (Hrsg.): Studien zur griechischen und lateinischen Grammatik. Band 7. S. Hirzel, 1875, ZDB-ID 202289-8, S. 217–264 (Digitalisat).
- Die deutschen Verwandtschaftsnamen. Eine sprachwissenschaftliche Untersuchung nebst vergleichender Anmerkungen. Herman Böhlau, Weimar 1870 (hathitrust.org).
- Wilhelm von Bippen. Ein Lebensbild. Herman Böhlau, Weimar 1867 (hathitrust.org).
- Über die Arbeitsgebiete des weiblichen Geschlechtes und Gründung einer Weiblichen Gewerbeschule. H. G. Rathgens, Lübeck 1866.
- Friedrich Boldemann. Eine Lebensskizze. Verlag H. G. Rathgens, Lübeck 1866
- Über Schiller’s Auffassung des Künstlerberufs. Friedr. As[s]chenfeldt, Lübeck 1862, urn:nbn:de:bvb:12-bsb10119316-5.